# 叡山電鉄800系電車
叡山電鉄800系電車（えいざんでんてつ800けいでんしゃ）は、1990年（平成2年）から1995年（平成7年）にかけて京阪電鉄鴨東線開業により急増した旅客に対応する輸送力増強と旧型車両の置き換えのため、武庫川車両工業で2両編成5本、計10両が製造された叡山電鉄の電車である。叡山電鉄で初めて片運転台構造と2両永久連結を採用、全車が制御電動車である。本稿では叡山本線上で南側を出町柳寄り、北側を鞍馬寄りと表現する。

## 概要
1989年（平成元年）10月の京阪電鉄鴨東線開業により、他の鉄道路線との接続がない状態を脱した叡山電鉄の利用客は2倍に増加し、1991年（平成3年）9月に鞍馬線岩倉駅 - 二軒茶屋駅間が複線化された。増加した線路容量に対応する輸送力増強のため、800系電車が製造された。路線の制約から車両の大型化や増結が容易にはできない中、叡山電鉄初の片運転台、2両永久連結構造とすることで客室面積を増加させている。車体は700系を基本に、片側3扉、片運転台となった。全車が制御電動車である。クリーム色をベースに、編成ごとに異なる2色の帯をフィルムで貼り付ける塗装が採用された が、最終製造の2両は「エコモーション・トレイン」と称する特別塗装となった。最初の2編成は機器が2両に分けて搭載される2両1ユニット方式のデオ800形、後の3編成は京阪電鉄500形電車の700形への改造工事で不要となった部品を流用して製造され、各車両がそれぞれ独立した機器をもつデオ810形となった。デオ810形の代替としてデナ21形6両が廃車され、デナ21形は形式消滅した。2004年（平成16年）1月から鞍馬線の2両編成の列車がワンマン運転となり、800系でもワンマン運転が行われている。

## 形式
800系電車は、機器構成の違いによりデオ800形とデオ810形の2形式にわかれる。「デ」は電動車を「オ」は大型車を指す略号であり、形式名の前のカタカナ2文字はこれらを組み合わせたものである。

### デオ800形
2両の電動車に機器を分散して搭載したいわゆる2両1ユニット方式を採用し、出町柳寄りの車両に800番台、鞍馬寄りの車両に850番台の番号が付与された。1990年（平成2年）10月に801 - 851号車の編成 が、1992年（平成4年）10月に802 - 852号車の編成が製造された。出町柳寄りの車両に菱形パンタグラフ2基と主制御器が搭載され、鞍馬寄り車両の床下に冷房などの電源用の電動発電機が搭載されている。801 - 851号車の帯色は山並みをイメージした緑と800系共通のコバルトブルー、802 - 852号車の帯色は鞍馬の雲珠桜をイメージしたピンクとコバルトブルーである。
|  |  |  |

### デオ810形
京阪大津線用500形の700形への改造工事で発生した主制御器、主電動機を流用している。全車両810番台の番号となり、出町柳寄りが奇数番号、鞍馬寄りが偶数番号である。1993年（平成5年）4月に811 - 812号車の編成、1994年（平成6年）3月に813 - 814号車の編成、1995年（平成7年）4月に815 - 816号車の編成が製造された。
811 - 812号車は、武庫川車両で予定されていた野上電気鉄道向け新型車両（80形）の製造が同社の事情からキャンセルされた（後に路線も廃止）ため、工程が速まったとされている。811 - 812号車の帯色は柳をイメージした黄緑とコバルトブルー、813 - 814号車の帯色は貴船・鞍馬の山藤をイメージした紫とコバルトブルーとされ、815 - 816号車は鞍馬の自然をイメージした淡青色に植物をあしらったアメリカ人デザイナー、アレックス・ボーイズによる「エコモーション・トレイン」となった。「エコモーション・トレイン」の運行初日となった1995年（平成7年）4月29日にはアレックス・ボーイズも出席して出発式が行われている。デオ810形の車体帯は、製造時から2色の間が開いたものとされている。
それぞれの車両に主制御器・パンタグラフ・冷房などの電源用の静止形インバータが搭載されている。静止形インバータが各車両の鞍馬寄り屋根上に、下枠交差形のパンタグラフが各車両の出町柳寄りに搭載されている。車輪径がデオ800形の860 mmから760 mmに変更されたこともあり、床面高さがデオ800形の1,147 mmに対し、1,100 mmとなった。
811 - 812号車の代替としてデナ21形122、126が1993年（平成5年）4月 に、813 - 814号車の代替としてデナ21形124、125が1994年（平成6年）3月 に、815 - 816号車の代替としてデナ21形21、22が1995年（平成7年）4月にそれぞれ廃車 され、デナ21形は形式消滅した。
|  |  |  |

|                   | ← 出町柳鞍馬 → | ← 出町柳鞍馬 → | 竣工時期             |
| 形式              | デオ800        | デオ800        | 竣工時期             |
| 車種              | 制御電動車     | 制御電動車     | 竣工時期             |
| 車両番号          | 801 802        | 851 852        | 1990年10月 1992年5月 |
| 搭載機器          | CON,PT2        | CP,MG          |                      |
| 自重              | 31.0 t         | 31.3 t         |                      |
| 定員              | 108            | 108            |                      |
| 主電動機出力 (kW) | 53             | 53             |                      |
| 主電動機形式      | TDK-8750-A     | TDK-8750-A     |                      |
| 歯車比            | 4.21           | 4.21           |                      |
| 台車              | FS-544         | FS-544         |                      |
| 軸距 (mm)         | 2,100          | 2,100          |                      |
| 車輪径(mm)        | 860            | 860            |                      |
| 床面高さ (mm)     | 1,147          | 1,147          |                      |
| 自重(t)           | 31.0           | 31.3           |                      |

|                   | ← 出町柳鞍馬 → | ← 出町柳鞍馬 → | 竣工時期                      |
| 形式              | デオ810        | デオ810        | 竣工時期                      |
| 車種              | 制御電動車     | 制御電動車     | 竣工時期                      |
| 車両番号          | 811 813 815    | 812 814 816    | 1993年4月 1994年3月 1995年4月 |
| 搭載機器          | CON,PT SIV,CP  | CON,PT SIV,CP  |                               |
| 自重              | 30.5 t         | 30.5 t         |                               |
| 定員              | 108            | 108            |                               |
| 主電動機出力 (kW) | 60             | 60             |                               |
| 主電動機形式      | TDK-8560-A     | TDK-8560-A     |                               |
| 歯車比            | 6.0            | 6.0            |                               |
| 台車              | FS-556         | FS-556         |                               |
| 軸距 (mm)         | 1,900          | 1,900          |                               |
| 車輪径 (mm)       | 760            | 760            |                               |
| 床面高さ (mm)     | 1,100          | 1,100          |                               |
| 自重(t)           | 30.0           | 30.5           |                               |

- 凡例
  - CON …主制御器
  - MG …電動発電機
  - SIV …静止形インバータ
  - CP …電動空気圧縮機
  - PT2 …集電装置（2台）
  - PT …集電装置（出町柳寄り）

## 外観
車体は700系電車のものを基本としたが、正面窓ガラスが上下に拡大されて左右非対称となり、700系で正面窓上にあった前照灯が角型となって窓の下に降りて尾灯と一体のケースに納められた。片側2扉だった700系に対して3扉となり、戸袋には窓が設けられた。叡山電鉄の車両で初めて側面に行先表示器が設けられ、車体外部のナンバープレートが伝統の楕円形ではなくなった。801 - 851号車では正面の行先表示装置は向かって左側に設けられたが、それ以外の編成では右側に設けられている。妻面の戸当側に窓がない、アルミサッシが他編成の黒色に対し無塗装であるなど801 - 851号車の細部は他編成と異なる。最終製造の815 - 816号車以外はクリーム色を基調とした塗装とされ、カラーフィルムで窓下に帯が巻かれた が、帯の色は編成によって異なり、デオ810形では2色の帯に間隔があいている。

## 内装

### 客室・運転台

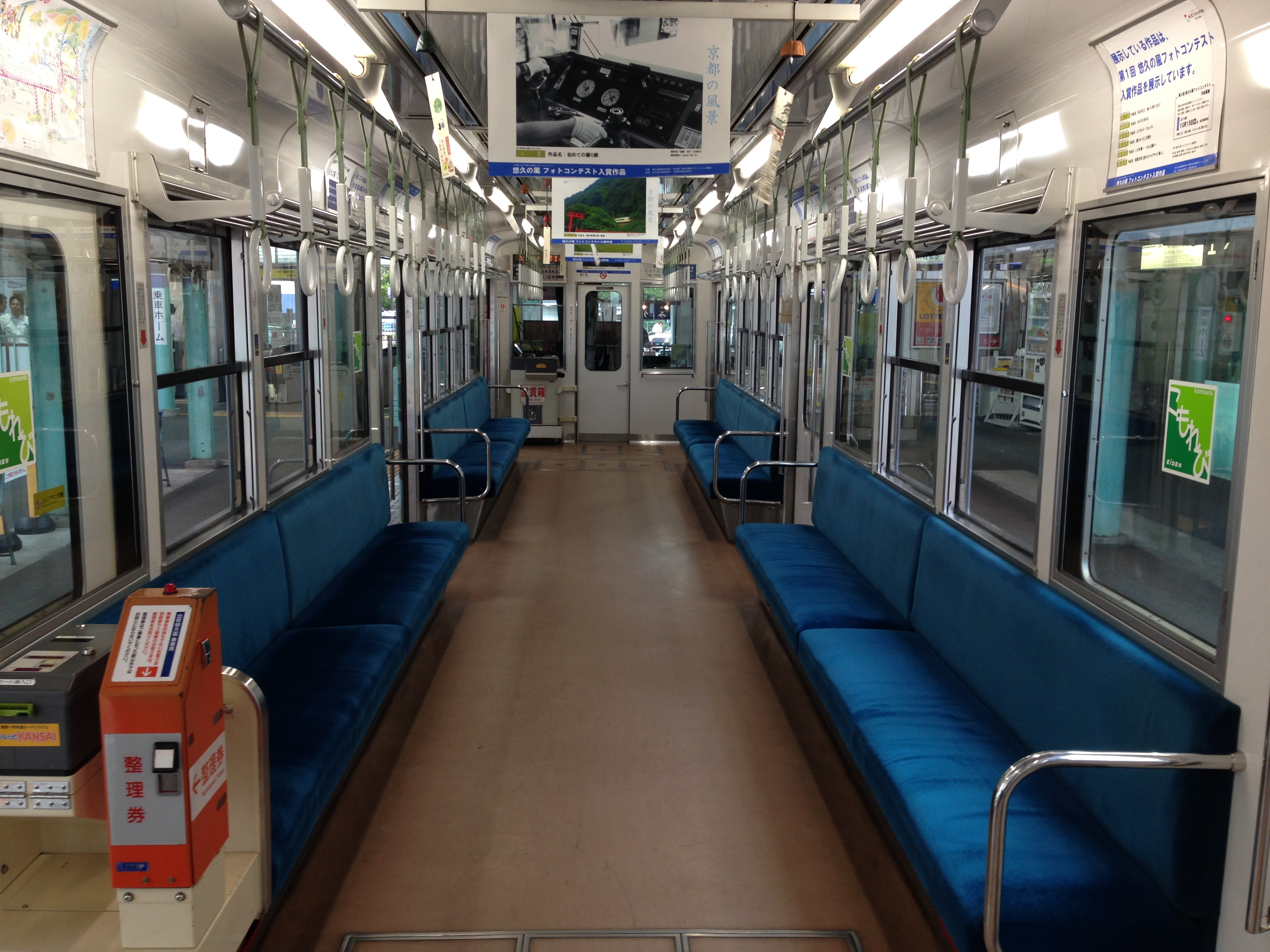
815号車車内
ワンマン運転対応改造後

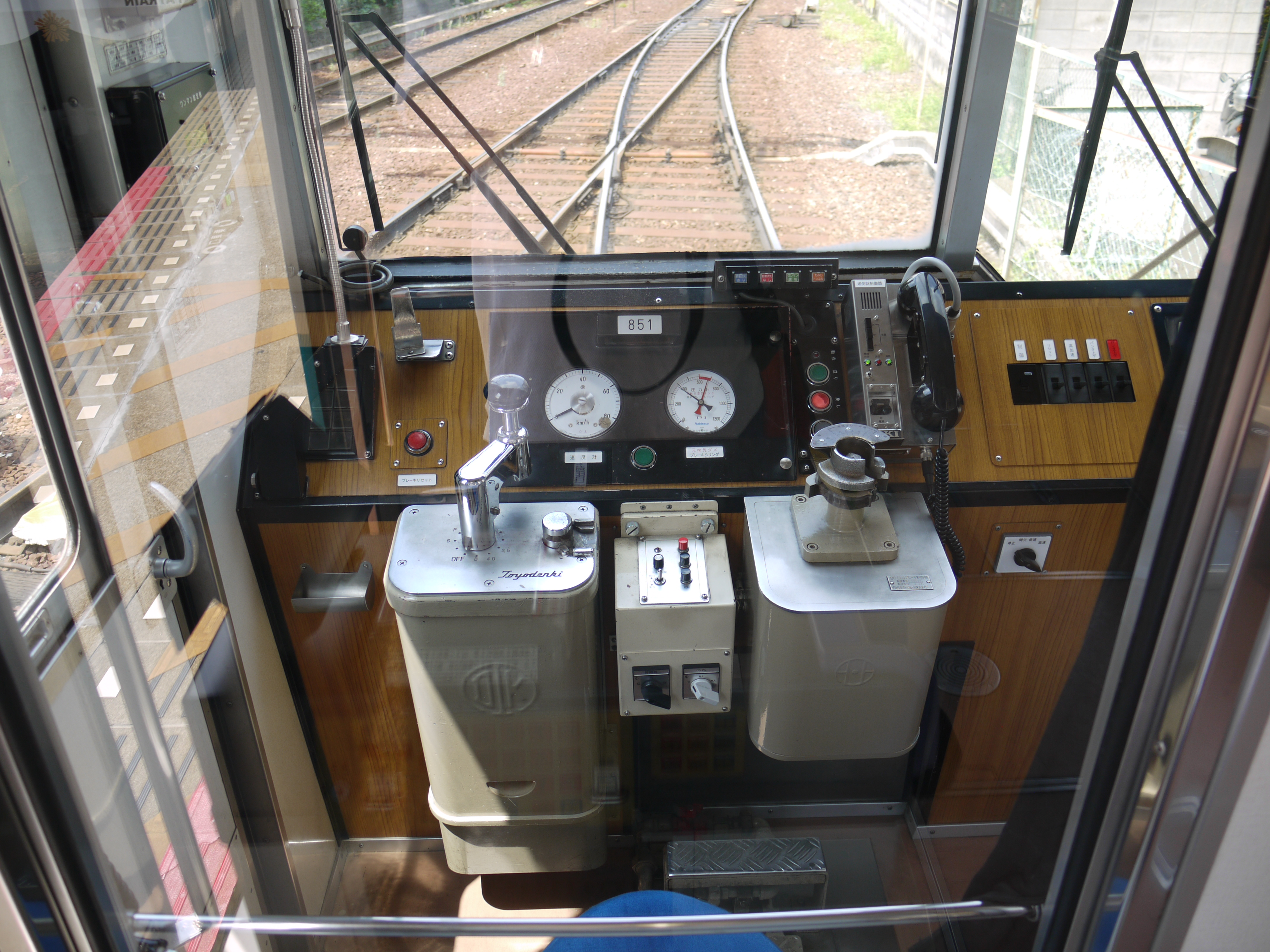
851号車運転室

座席はすべてロングシートで、座席の色は紺、天井が薄いグレー、壁は薄いベージュ、床はオレンジとなった。叡山電鉄初の片運転台車両となり、運転台の面積分客室が拡大されている。813号車、815号車には車椅子スペースが設けられ、座席定員が2名減少している。電気指令ブレーキを採用したが、運転台の基本的なレイアウトは700系と同一とされ、乗務員室扉も700系同様引戸となった。
|  |  |
|  |  |
|  |  |

## 主要機器

### 台車・主制御器・主電動機 ・制動装置
デオ800形801号車、802号車に1つの主制御器で2両分8個の主電動機を制御する東洋電機製造（以下、東洋）製電動カム軸式ACDF-M353-77Eが、デオ800形各車に東洋製TDK-8750-A主電動機（出力53 kW）が搭載された。デオ810形各車には京阪500形から流用された1つの主制御器で1両分4個の主電動機を制御する東洋製電動カム軸式ACDF-M460-777Aと同じく京阪500形から流用の東洋製TDK-8560-A（出力60 kW）主電動機を装備する。デオ800形の台車は住友金属工業製FS-544、デオ810形の台車は同じく住友金属製FS-556で、それぞれ車輪径が860 mm、760 mmとなっている。叡山電鉄で初めて電気指令式ブレーキ（日本エヤーブレーキ製HRD-1）が採用された。
|  |  |

### 冷房装置・補助電源装置
| RPU3044冷房装置ワンマン運転開始時に車外スピーカーが取り付けられている。  |  | デオ810形屋根上の静止形インバータ |
| RPU3044冷房装置 ワンマン運転開始時に車外スピーカーが取り付けられている。 |  | デオ810形屋根上の静止形インバータ |

冷房装置は車両中央部屋根上に容量15.1 kW(13,000 kcal/h)の東芝製RPU3044 2基が搭載された。デオ800形の補助電源装置は京阪から購入した容量70 kVAのTDK3720ブラシレス電動発電機が採用 され、鞍馬寄りの車両の床下に搭載された。デオ810形には各車の鞍馬寄り屋根上に容量 30 kVAの静止形インバータが搭載されている。

### パンタグラフ・空気圧縮機
| デオ800形（左）とデオ810形（右）のパンタグラフ |  | デオ800形（左）とデオ810形（右）のパンタグラフ |
| デオ800形（左）とデオ810形（右）のパンタグラフ |  |                                                |

デオ800形の出町柳寄りの車両（800番台）に菱形パンタグラフ2基が、デオ810形各車の出町柳寄りに下枠交差形のパンタグラフが搭載された。デオ800形では850番台の車両に容量1,590 リットル/分のHB-1500B電動空気圧縮機が搭載され、デオ810形では各車両に電動機出力4.2 kWのDH-25が搭載された。デオ800形のパンタグラフ、空気圧縮機は京阪から購入したものである。
|  |  |

## 改造工事
800系電車には製造後各種の改造工事が行われている。

### 815 - 816号車の編成の塗装変更
815 - 816号車の登場時は「エコモーション・トレイン」塗装だったが、2003年（平成15年）7月に近畿車輛デザインによる四季の森をバックに動物を描いた「ギャラリートレイン・こもれび」に変更されている。
| 「ギャラリートレイン・こもれび」塗装変更時にスカートが追加されている815号車西側と816号車東側（左）は春と夏、815号車東側と816号車西側（右）は秋と冬が表現されている   |  | 「ギャラリートレイン・こもれび」塗装変更時にスカートが追加されている815号車西側と816号車東側（左）は春と夏、815号車東側と816号車西側（右）は秋と冬が表現されている |
| 「ギャラリートレイン・こもれび」 塗装変更時にスカートが追加されている 815号車西側と816号車東側（左）は春と夏、815号車東側と816号車西側（右）は秋と冬が表現されている |  | |

### 帯デザイン変更
2013年（平成25年）に801 - 851号車の、2015年（平成27年）に802 - 852号車の帯デザインがデオ810形と同様に2色の間に間隔があるものに変更され、併せて社名ロゴも変更されている。
|  |  |

### ICカード対応

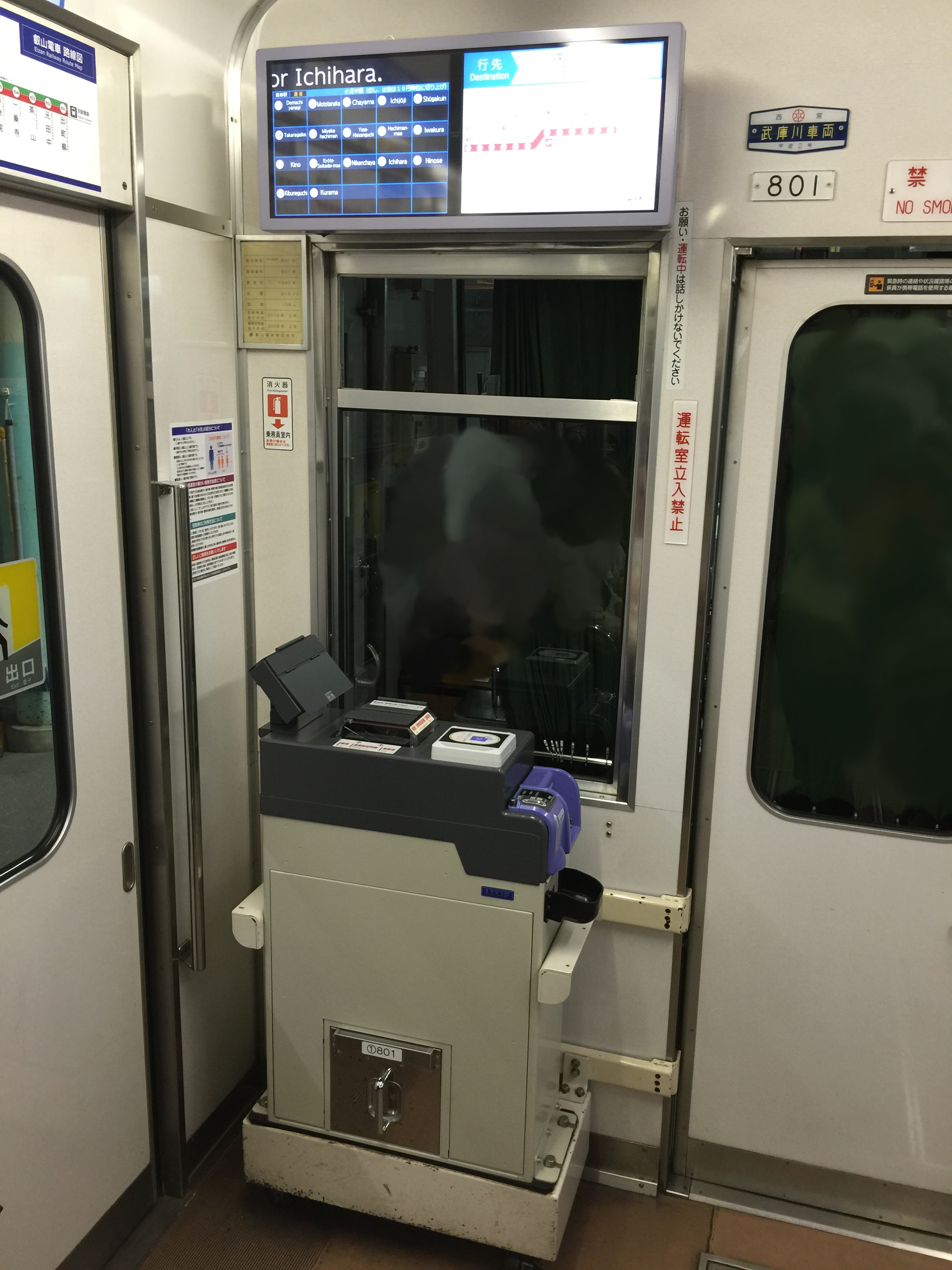
LCDに変更された運賃表示器と、ICカード対応の料金収受器

2016年（平成28年）3月16日から叡山電鉄でICカード式乗車券の利用が可能となった ことにあわせ、運賃収受器と運賃表示器が対応したものに変更されるとともに、整理券発行機が撤去されている。

### スカート設置
全編成に2017年（平成29年）から2019年（平成31年）にかけてスカートが設置されている。

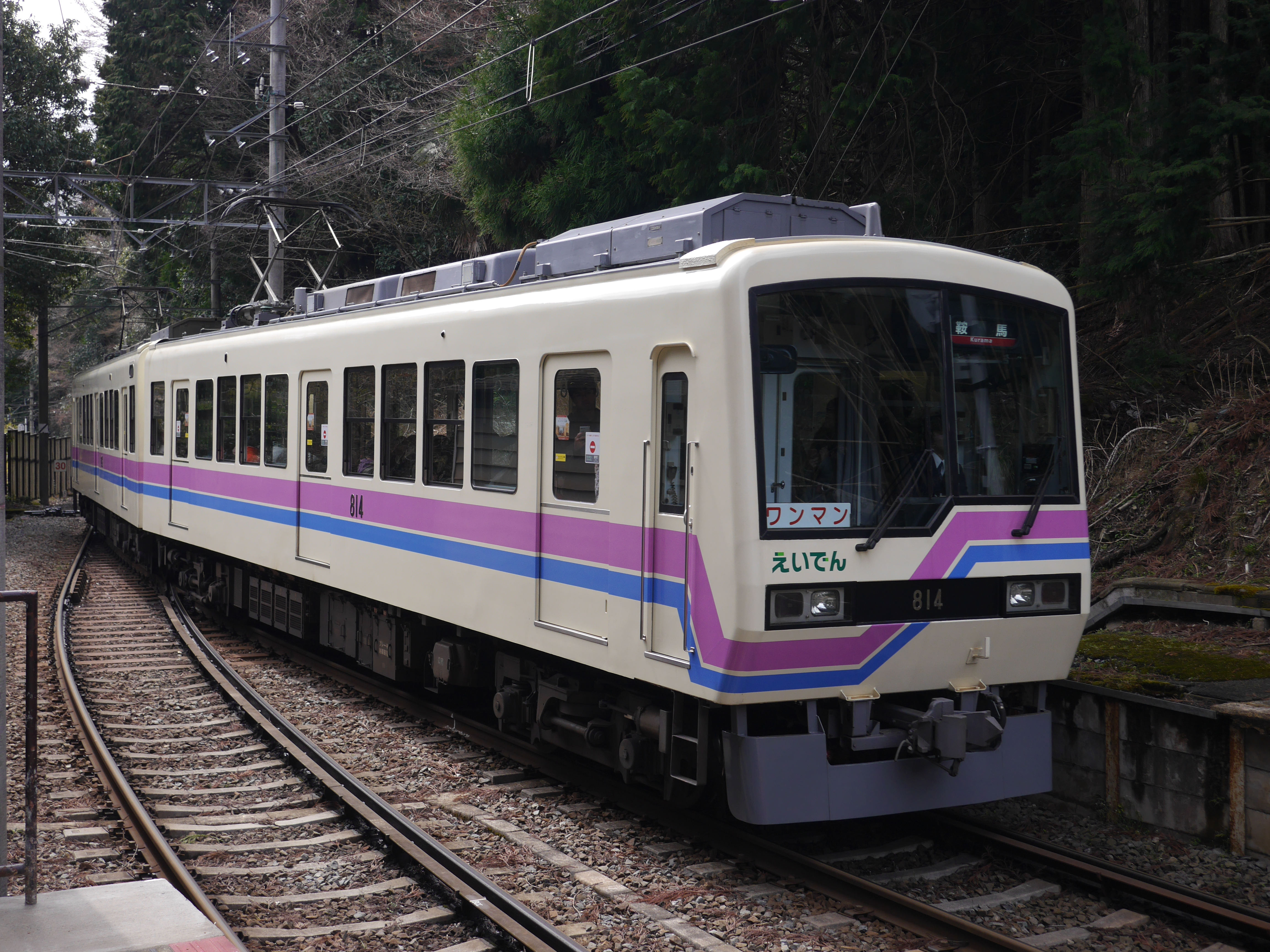
スカートが設置された813-814号車の編成

- 801 - 851 2018年2月[46]
- 802 - 852 2019年2月[47]
- 811 - 812 2018年9月[48]
- 813 - 814 2017年2月[44][45][49]

## 運用
叡山本線出町柳 - 宝ケ池、鞍馬線宝ケ池 - 鞍馬間で運用され、製造当初のみ叡山本線宝ケ池 - 八瀬比叡山口間にも乗り入れていた。2004年（平成16年）1月から、鞍馬線の2両運転の列車も原則としてワンマン運転となった。